# Donald Kaberuka
Donald Kaberuka, né le 5 octobre 1951 à Byumba, est un économiste rwandais et l'ancien président de la Banque africaine de développement. 
Il est élu le 21 juillet 2005 contre son adversaire le Nigérian Olabisi Ogunjobi. Il succède ainsi au Marocain Omar Kabbaj qui présidait la Banque depuis 1995. Il a été réélu pour un second mandat en mai 2010. Akinwumi Adesina lui  succède à la tête de cette institution depuis le 1er septembre 2015.

## Biographie
Donald Kaberuka est ministre des finances et de la planification économique du Rwanda de 1997 à 2005. Il est diplômé de l'université de dar-es-salaam en Tanzanie, et de l'université de Glasgow au Royaume-Uni. Il est économiste spécialiste de la finance internationale.
Il lance le 21 octobre 2007 le Blog « Idées pour le développement » aux côtés de Josette Sheeran, Jean-Michel Severino, Kemal Dervis, Pascal Lamy, Abdou Diouf et Supachai Panitchpakdi. Il y dialogue avec eux et avec les internautes sur des sujets consacrés au développement : réduction de la pauvreté, développement économique, réchauffement climatique.
En 2009, sous son impulsion, la  BAD accorde 8,8 milliards d’euros de prêts et dons. La BAD devient alors le premier organisme de financement du développement en Afrique. La stratégie de Donald Kaberuka est de renforcer le secteur privé et investir dans les infrastructures, notamment de transport et d’énergie, pour accroître l’intégration régionale.
En 2015, Donald Kaberuka est le principal candidat à la direction d'une Agence africaine pour l'électrification, en étant soutenu à l'unanimité par les dirigeants de l'Union africaine malgré quelques réticences de la part notamment du président Tchadien. La création de cette agence s’inscrit dans une démarche plus large initié par l'ancien ministre français Jean-Louis Borloo en 2014. Cette Agence devrait voir le jour en 2017.